# قیفک تاج‌دار
قیفک تاج‌دار (نام علمی: Conus coronatus) نام یک گونه از سرده قیفک‌ها است.